# 18 Chulos
18 Chulos es un sello discográfico independiente y empresa de eventos fundada en 1999 por Carlos Díaz, Javier Krahe, El Gran Wyoming, Pepín Tre, Santiago Segura, Faemino y Pablo Carbonell, en la dirección ejecutiva se encuentra Javier Amorós. Posteriormente, se desligaría Faemino.
En un principio, la finalidad de la discográfica fue editar discos de los propios socios. La primera referencia fue Dolor de garganta (1999), de Javier Krahe; al que siguieron Aceitunas y estrellas, de Pablo Carbonell; y Antolojía 1975-2000 de Wyoming & Reverendo.
Pronto comienzan a lanzar también discos de artistas por los que sienten especial devoción. El primero de ellos fue Entre vareta y canasta, de Diego el Cigala, uno de sus discos más vendidos. Posteriormente, vendrían otros como Las damas primero, de Javier Ruibal;  Makaroff, de Sergio Makaroff; o Alevanta, de Benjamín Escoriza, que fue el cantante y fundador del grupo Radio Tarifa, ya desaparecido.
Su mayor éxito comercial ha sido el doble CD + DVD ...Y todo es vanidad, homenaje a Javier Krahe donde intervienen artistas como Joaquín Sabina, Rosendo, Carmen París, Joan Manuel Serrat o Alejandro Sanz, además de los propios Chulos.
A principios de los años 2000, debido a la gran crisis de las ventas de CD`s físicos pasaron por una fase de diversificación del negocio, entre otras acciones crearon la agencia de comunicación y marketing cultural 18 COMUNICACIÓN, especializada en la promoción de lanzamientos de productos culturales: discos, conciertos, libros, exposiciones...
En 2012 amplían su oferta, lanzando camisetas (de Javier Krahe) y un DVD grabado en directo con una actuación de El Gran Wyoming con su banda, Los Insolventes. Posteriormente, ponen a la venta la película No estamos solos y el libro Zozobras completas, que recoge todas las letras de Javier Krahe.
Actualmente, se han reconvertido en 18Chulos Records&Events y están enfocados a los eventos de empresa, llevando la producción integral de todo tipo de eventos : iluminación, sonido,producción, audiovisuales, monologuistas, presentadores, música, amenizaciones, charlas motivacionales, team building... Todo sin olvidar su finalidad inicial de lanzar discos de cantantes y autores que les gustan.

## Discos editados
- Dolor de garganta - Javier Krahe
- Entre vareta y canasta - Diego el Cigala
- Aceitunas y estrellas - Pablo Carbonell
- Antología 1975-2000 - Wyoming & Reverendo
- Las damas primero - Javier Ruibal
- Makaroff - Sergio Makaroff
- Cábalas y cicatrices - Javier Krahe
- Textualmente 2 - Leo Maslíah
- 18 boleros chulos - Varios artistas
- Lo mejor que le puede pasar a un cruasán - B.S.O.
- Rock'n roll alimaña - Pablo Carbonell
- Entre el 2000 y las 3000 - El Pechuga
- ...Y todo es vanidad - Homenaje a Javier Krahe
- Fascinio - Gadston Glariza
- 20 años - Galileo Galilei - Varios
- Lo que me dice tu boca - Javier Ruibal
- Cinturón negro de karaoke - Javier Krahe
- ¡Alevanta! - Benjamín Escoriza
- Haz lo que quieras (reedición) - Javier Krahe
- Istambul's secrets - Sevvall Sam
- Global beats - DJ Kaska
- 25 aniversario de la sala Clamores - Varios
- Querencias y extravíos - Javier Krahe
- Istambul's secrets - Sewall Sam
- Looking back over The Renaissence - Andreas Prittwitz
- Looking back over the Baroque - Andreas Prittwitz
- Beau soir - Isabel Álvarez, Iñaki Salvador y Andreas Prittwitz
- Looking back over Chopin - Andreas Prittwitz
- Give it an "M" - The Monomes
- Sáhara - Javier Ruibal (edición especial)
- Tango & Jazz Trío - Federico Lechner
- Al filo de la medianoche - Nono García
- Elígeme, Sacrificio de dama y Versos de tornillo (reeditados en una caja conjunta) - Javier Krahe
- Pensión Triana - Javier Ruibal (reedición)
- Toser y Cantar - Javier Krahe
- Fuel Fandango - Fuel Fandango
- Sueño - Javier Ruibal
- Canciones de cerca - Pablo Carbonell
- Las diez de últimas - Javier Krahe
- Antítesis - Medea
- En el Café Central de Madrid - Javier Krahe
- En vivo - Los Toreros Muertos
- De Madrid al suelo - Mundo Chillón